# Batalha do Passo do Rosário
A Batalha do Passo do Rosário (ou, como também é conhecida, Batalha de Ituzaingó) foi uma batalha campal ocorrida em solo brasileiro. É considerada a maior batalha campal em território brasileiro e ocorreu dia 20 fevereiro de 1827, devido à revolta das Províncias Unidas do Rio da Prata contra o Império do Brasil, por conta do domínio da Província de Cisplatina.

## O nome da batalha
A divergência quanto ao nome da batalha existiu desde o começo entre os brasileiros e os argentinos. Estes, que se encontravam em terra desconhecida, chamaram a batalha de Ituzaingó, pelo possível fato de terem visto um arroio com esse nome, perto do qual combateram, em uma carta geográfica. Já os brasileiros, por enfrentarem o inimigo próximo à vizinhança do passo do Rosário, no rio Santa Maria, a chamaram desde o primeiro instante com essa dominação: batalha do passo do Rosário.

## Contexto histórico
Em 1816, as tropas portuguesas invadiram a Banda Oriental (atual Uruguai) e depois da derrota de Artigas, em 1820, a ocuparam por completo. Em fevereiro de 1825, foi anexada ao Império brasileiro, com o nome de Província Cisplatina. Com o Congresso de Vienna, em que os ingleses expuseram a questão da independência das colônias americanas, os povos sulamericanos viram essa atitude como exemplo e aspiração. Liderados pelo Coronel Lavalleja, orientais provenientes de Buenos Aires iniciaram o movimento - no Uruguai - de independência da última nação de origem espanhola da América do Sul. Em pouco tempo, a revolta atingiu os muros de Montevidéu. Em 25 de agosto de 1825, em Florida, uma assembleia de orientais declarou a independência da Província Cisplatina e sua confederação às Províncias Unidas do Rio da Prata (Argentina). Dois meses depois, em 25 de outubro de 1825, o Congresso de Buenos Aires proclamou a Província Cisplatina reintegrada às Províncias Unidas do Rio da Prata. O Brasil, que até então mantinha a posse desse território, declarou guerra às Províncias Unidas do Prata, em 10 de dezembro de 1825 e decretou bloqueio naval do estuário do Rio da Prata.
No final do ano de 1826, as Províncias Unidas do Rio da Prata concentravam seu exército na cidade de Durazno, constituído de orientais e argentinos, sob comando do General Carlos Maria de Alvear. Já no Império do Brasil, de início, o imperador deu pouca atenção para essa revolta, dado que se encontrava face a outras questões, que se registravam em Províncias consideradas mais importantes ou estratégicas, como a do Maranhão, a do Pará, a de Pernambuco, a da Bahia e na própria capital, a cidade do Rio de Janeiro. Contudo, quando a revolta rapidamente ganhou apoio da população uruguaia, deixando apenas as pequenas guarnições de Montevideu e da cidade de Colônia para enfrentá-la, D. Pedro teve que recrutar o mais rápido possível uma força de combate e enviá-la para o sul. Contava, assim, com poucos recursos para debelar o levante na mais meridional das províncias do Império. Enquanto o Brasil teve que improvisar seu exército, comandado pelo Marquês de Barbacena, Alvear possuía um exército organizado e veterano das batalhas pela independência na bacia do Prata.

## A batalha

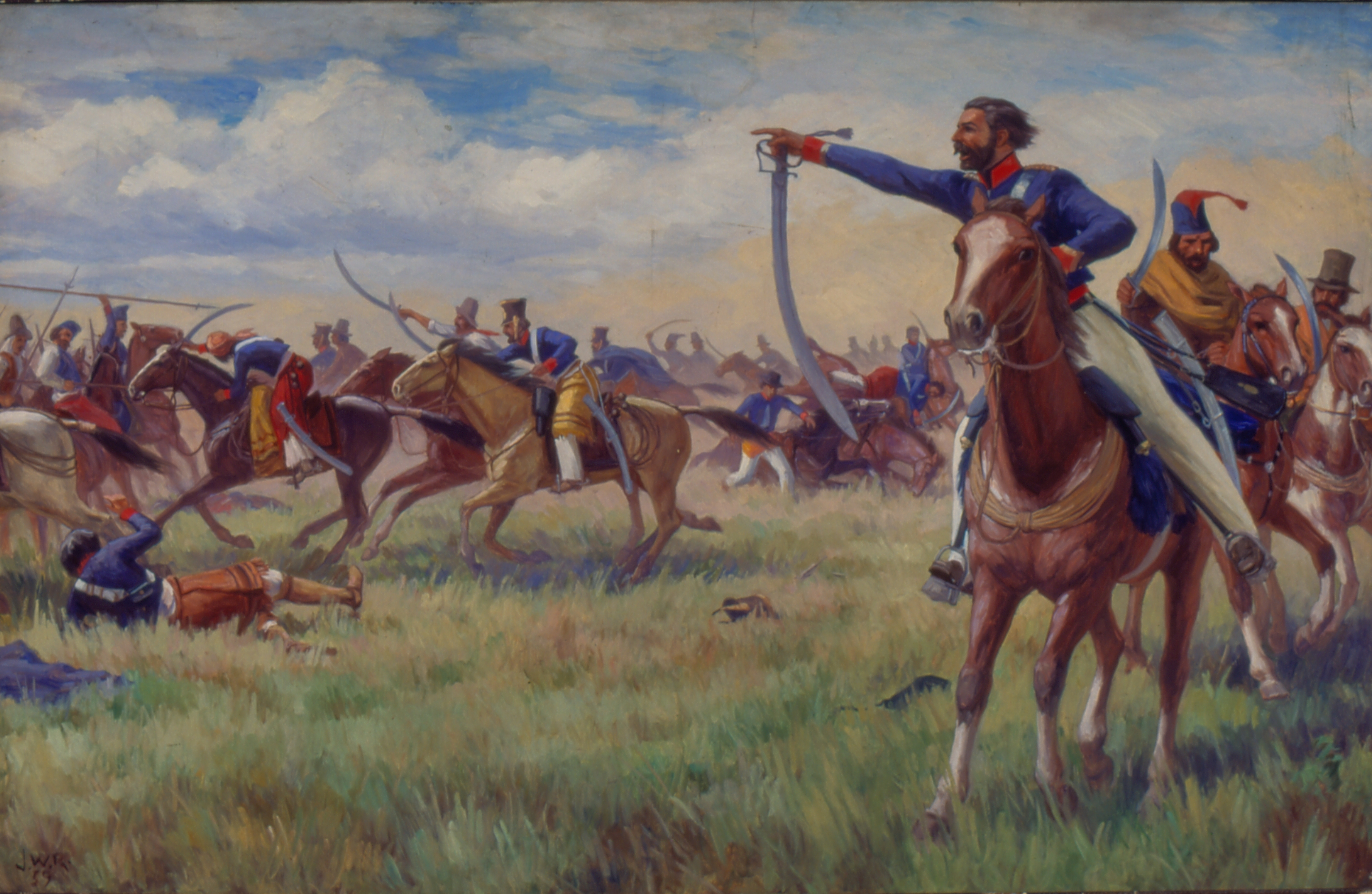
"Batalha de Ituzaingó", de José Wasth Rodrigues.

O exército argentino-oriental, comandado pelo general Carlos María de Alvear, ocupava as duas lombadas de oeste, mais próximas do Passo do Rosário; o brasileiro, dirigido pelo tenente-general Marquês de Barbacena, que ia em marcha de São Gabriel para o Passo do Rosário, tomou posição na lombada oriental. O vale, entre essas alturas, era cortado em quase toda a sua extensão por um barranco ou sanja, que só dava fácil passagem em alguns lugares, e seguia a direção norte-sul das colinas. Foi nesse vale e sobre as duas lombadas paralelas que se deu a batalha. Desde o dia 6 Bento Manuel Ribeiro fora destacado aquele coronel para observar a direção da marcha dos argentino-orientais, que quase todos os chefes rio-grandenses acreditavam em plena retirada. Na manhã deste dia 20, estava em frente ao Passo do Umbu, no Ibicuí do monte Grande, entre a margem esquerda deste rio e a direita do Cacique, a seis ou sete léguas (cerca de 39,6 km a 46,2 km) do campo de batalha, onde poderia ter chegado pelas 11h (mss. do barão de Caçapava), porque um dos seus piquetes avançados deu aviso, às 7h30, de que ouvia fogo de artilharia e mosquetaria na direção do Passo do Rosário, a sudoeste; no entanto, Bento Manuel, em vez de procurar reunir-se ao seu general, afastou-se para leste, indo acampar à noite em frente ao Passo de São Pedro. Na lombada de que anteriormente se fez menção, colocou-se o Exército brasileiro. A cavalaria aliada era em muito superior à brasileira. Além dessa vantagem, o exército aliado tinha a vantagem de estar descansado, e no campo de batalha que escolhera, ao passo que o exército brasileiro, avançando a marchas forçadas, caminhava desde 1h, quando às 6h o encontrou, e assim teve de entrar em ação. Às 7h30 começou o fogo de artilharia. Pouco depois, por ter os cavalos cansados, segundo disse, o coronel Bento Gonçalves da Silva deixou a posição, que ocupava no vale, ao lado do barão de Cerro Largo, e foi postar-se na extrema direita da linha brasileira.
Barbacena enviou maior parte de sua infantaria para atacar o primeiro corpo do exército aliado, comandado por Lavalleja, que estava localizado com a artilharia no centro do campo de batalha. Por outro lado, o terreno escolhido por Alvear para dar combate era propício para a movimentação de unidades de cavalaria (as quais o Exército Republicano possuía em vantagem numérica de 3 para 1).
O marquês de Barbacena tomou a iniciativa, levando ao centro dos aliados a 1ª divisão. Começaram então as cargas de cavalaria. A pequena brigada do coronel Miguel Pereira de Araújo Barreto repeliu e perseguiu na direita os Colorados de Conchas, distinguindo-se muito nesta carga o 40º de milícias, do tenente-coronel José Rodrigues Barbosa; na esquerda, os voluntários do barão de Cerro Largo, apoiados pelas brigada Barbosa Pita, destroçaram uma coluna de cavalaria de que fazia parte o 9º regimento, de Manuel Oribe.
A brigada da infantaria do coronel Leitão Bandeira avançava sobre o centro das forças republicanas. Alvear enviou contra esses três batalhões o general Brandsen, francês de nascimento, veterano das Guerras de Napoleão e da independência (era coronel no exército argentino e general peruano). Brandsen, com o 1º regimento (680 homens), lançou-se contra o quadrado do 4º de caçadores; os coronéis Paz (2º regimento, 540 homens) e Pacheco (3º regimento, 564 homens) contra os dos 3º e 27º. Essa carga foi repelida com perda dos argentinos, caindo mortos, junto aos quadrados brasileiros, o general Brandsen e o tenente-coronel Bezares (do 2º regimento). A brigada de Araújo Barreto, levando à sua frente o general Sebastião Barreto, perseguiu os fugitivos. Isto se passava às 11h.
Pouco depois, à esquerda dos brasileiros, os dragões orientais (coronel Servando Gómez) e o esquadrão de couraceiros (tenente-coronel Anacleto Medina) atacavam de flanco e destroçavam o corpo de voluntários do barão de Cerro Largo, que, envolvido com os orientais, correu sobre os 13º e 18º batalhões de caçadores do próprio Brasil. O general Calado formou com estes um só quadrado e viu-se forçado a fazer fogo sobre amigos e inimigos. Aí caiu mortalmente o barão de Cerro Largo. As brigadas de cavalaria Barbosa Pita e Tomás da Silva foram levar a notícia do seu revés à guarda da bagagem. Já então numerosos esquadrões aliados apareciam nos dois flancos do exército brasileiro, dirigindo-se para a retaguarda, e ameaçando envolver a força brasileira. “Os fugitivos do barão de Cerro Largo, os lanceiros do Uruguai (guaranis) e os republicanos, todos à mistura, caíram sobre a bagagem e o parque e tudo roubaram, levando depois o inimigo as carretas de bagagem e o parque para dentro de um banhado” (barão de Caçapava, Batalha do Rosário).
As duas brigadas de infantaria brasileiras continuavam a repelir as cargas de cavalaria dos aliados. Quatro peças perdidas (uma delas na derrota do corpo de voluntários, três na carga dos lanceiros do coronel Olavarria) foram logo retomadas pelo 5º regimento (tenente-coronel Filipe Néri) e pelo 20º de milícias (coronel J. J. da Silva). Às 12h30, o coronel Lavalle, à frente do 4º regimento (couraceiros) e dos Colorados de Conchas, caiu sobre a brigada Egídio Calmon, composta do 1º regimento de 1ª linha (297 homens) e do 24º de milícias (134 homens, quase todos guaranis). Este último, morto o comandante, foi lançado fora do campo de batalha.
O general Sebastião Barreto, com a 2ª brigada de cavalaria e o 21º de milícias, a cuja frente ia o coronel Bento Gonçalves, acudiu aos restos do 1º regimento e perseguiu a parte contrária até o alto de suas posições. O 39º de milícias (tenente-coronel Calderón), que fazia parte da brigada de Bento Gonçalves, já tinha abandonado o campo de batalha: segundo alguns, porque fora cortado; segundo o barão de Caçapava e Elisiário Brito, porque aquele coronel Bento Gonçalves da Silva ordenara a Calderón que seguisse para o Jaguarão. Bento Gonçalves da Silva e Bento Manuel Ribeiro já eram por esse tempo caudilhos influentes no Rio Grande do Sul, e o governo e os generais fechavam os olhos aos seus atos de indisciplina. A última carga da cavalaria argentina contra a 1ª divisão brasileira foi comandada pelo coronel Paz, e foi repelida (o boletim argentino diz o contrário, mas o general La Madrid confirma as descrições brasileiras, em suas 'Observações sobre as Memórias Póstumas do General Paz', p. 256: 'A carga comandada pelo general Paz nesta batalha foi rechaçada e ele se viu obrigado a retirar-se a uma longa distância').
Com o destroço do corpo de voluntários e do 24º de milícias, a retirada do 39º e as grandes perdas sofridas pelo 1º regimento, estando perdidos os carros de munições e tendo a cavalaria argentino-oriental alcançado a retaguarda e incendiado o campo, o marquês de Barbacena ordenou, às 13h, que a 1ª divisão voltasse do vale, onde se achava, para a posição que ocupava primitivamente. Às 14h, o marquês de Barbacena fez soar então o toque de retirada. Alvear manda tocar fogo na mata que cerca o local da luta.
Juvêncio Saldanha Lemos salienta que além da ação da cavalaria republicana nos flancos, a eficácia da artilharia republicana (ao contrário da artilharia brasileira, à exceção das peças do tenente Emílio Mallet, que ficou atirando até o fim), bem postada nas elevações ("O inimigo procurou a sua formatura em conveniente altura a cavaleiro de nossa frente, conservando sua artilharia em lugares mais elevados e nas quebradas das coxilhas, que lhe ficaram à retaguarda e invisíveis por nós no primeiro encontro"; descrição feita pelo Marechal Lima e Silva, o qual participou na batalha) e fora do alcance das armas brasileiras, também contribuiu para a decisão da retirada. Não obstante a eficácia da artilharia republicana, assim como as sucessivas cargas da cavalaria aliada, a infantaria brasileira resistiu e retirou-se sem ter sido derrotada. Nas palavras do historiador argentino Baldrich: "Ningún cuadro de infanteria (brasileira) fué roto, lanceado ni sableado".
O Exército brasileiro acampou, à meia-noite, no Passo do Cacequi, conduzindo toda a sua artilharia, menos uma peça, que foi abandonada durante a marcha, por ter as rodas quebradas; no dia seguinte (21), prosseguiu a retirada para o Passo de São Lourenço, no Jacuí, onde chegou a 2 de março, ficando em São Sepé parte da cavalaria, com o general Barreto. O Exército argentino-oriental não incomodou essa retirada e na mesma tarde de 20 contramarchou, indo acampar no Passo do Rosário, onde deixava suas bagagens; apenas o general Lavalleja, com dois mil homens de cavalaria, acompanhou de longe o exército brasileiro, até às 18h30, sem disparar um tiro.
O Exército Imperial pôde se reagrupar dias depois na retaguarda. Os cativos feitos por argentinos e uruguaios vieram sobretudo das unidades que formavam as alas das forças sob Barbacena.

## A vitória
A batalha durou onze horas. O fim dessa batalha, certamente não significou o fim dos conflitos. Mas o resultado, apesar de vista a vitória pelos argentinos e uruguaios, devido ao fato de os brasileiros se retirarem do campo de combate, ainda suscita controvérsia. A vontade brasileira não venceu, mas também a sua oponente não triunfou, visto que o interesse declarado era o de anexar a província cisplatina às Províncias Unidas e retomar o vice-reinado de Buenos Aires.
Os republicanos encontraram uma partitura, e a levaram como troféu. Alegaram que Dom Pedro I teria mandado compor a Marcha da Vitória para comemorar o sucesso brasileiro. Os argentinos rebatizaram a melodia de Marcha de Ituzaingó e desde então tocam a música em todas as cerimônias oficiais do presidente da república, sendo um dos atributos do próprio cargo.[carece de fontes?]

## O terrestre e o naval
De todo modo, o Brasil seguiria com o domínio naval, já que logo em seguida, com a batalha de Monte Santiago, as ações navais argentinas ficaram limitadas à guerra de corso. Montevidéu e Colônia do Sacramento seguiam sob o controle do Brasil. A supremacia naval foi decisiva, pois sem controle naval as Províncias Unidas não tinham meios para vencer o conflito.
"O exército está completamente desprovido de meios para sitiar a Montevidéu de maneira mais eficaz que pelo bloqueio terrestre, método que a experiência tem demonstrado ser infrutífero, enquanto existir o predomínio dos brasileiros no mar. (...) Esta guerra é, em sua essência, uma guerra naval e o domínio da Banda Oriental e de Montevidéu ainda assim não significariam nenhuma vantagem para Buenos Aires, enquanto o bloqueio naval puder ser mantido pelo inimigo". Ponsonby a Canning 
O próprio José de San Martín dizia a Guido, em julho de 1827, que:
"Ambas vitórias podem contribuir para acelerar a conclusão da desejada paz; não obstante, direi a você francamente que, não vendo em nenhuma dessas batalhas caráter de decisivas, temo muito que, se o imperador conheça - o que já deve - o estado de nossos recursos pecuniários e, mais do que tudo, o de nossas províncias, venha ele resistir a concluir a paz e, sem mais do que prolongar a guerra por um ano, venha nos colocar em uma situação muito crítica".